# Montealegre del Castillo
Montealegre del Castillo (bis 1916 nur Montealegre) ist ein Dorf und eine spanische Gemeinde (municipio) mit nur noch 2.038 Einwohnern (Stand: 2024) in der Provinz Albacete in der Autonomen Region Kastilien-La Mancha im Südosten Spaniens.

## Lage und Klima
Montealegre del Castillo liegt im Südosten Neukastiliens etwa 70 km (Fahrtstrecke) ostsüdöstlich der Provinzhauptstadt Albacete in einer Höhe von ca. 810 m.  Das Klima im Winter ist gemäßigt, im Sommer dagegen warm bis heiß; die eher geringen Niederschlagsmengen (ca. 373 mm/Jahr) fallen – mit Ausnahme der nahezu regenlosen Sommermonate – verteilt übers ganze Jahr.

## Bevölkerungsentwicklung
| Jahr      | 1970 | 1981 | 1991 | 2001 | 2011 | 2021 |
| Einwohner | 2208 | 2347 | 2207 | 2237 | 2284 | 2038 |

## Sehenswürdigkeiten
- Marienkirche (Iglesia de Nuestra Señora de la Consolación), Wallfahrtskirche
- Jakobuskirche (Iglesia de Santiago Apóstol)

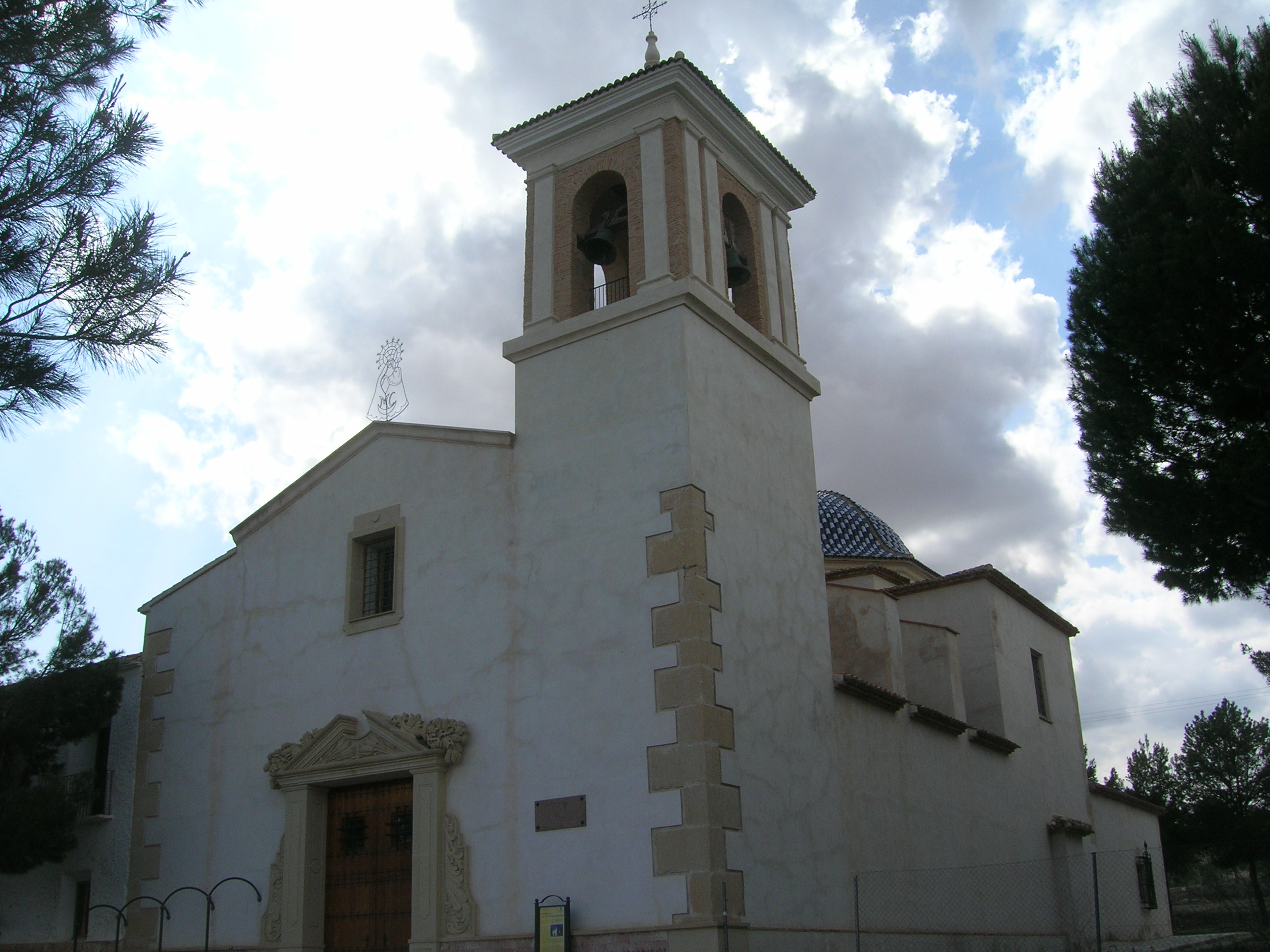
Marienkirche

## Persönlichkeiten
- Mauro Rubio Repullés (1919–2000), Bischof von Salamanca (1964–1995)
- Julián Rubio (* 1952), Fußballspieler und -trainer
- Lidia García (genannt The Queer Cañí Bot, * 1989), LGTBI-Aktivistin